# Bullaque
Il Rio Bullaque è un fiume spagnolo, affluente del Guadiana.

## Geografia
Il Bullaque nasce nella Sierra del Chorito ad un'altezza di 1043 metri s.l.m., attraversa la provincia di Ciudad Real per poi sfociare, dopo un percorso di poco più di 91 chilometri, nel fiume Guadiana a Luciana, a un'altezza di 520 metri.

## Affluenti
- Rio das Navas
- Rio Milagro
- Rio Alcobilla
- Rio Bullaquejo